# Notocitellus annulatus
Notocitellus annulatus là một loài động vật có vú trong họ Sóc, bộ Gặm nhấm. Loài này được Audubon & Bachman mô tả năm 1842.